# Stadtgericht Darmstadt
Das Stadtgericht Darmstadt war von 1821 bis 1879 ein erstinstanzliches Gericht der ordentlichen Gerichtsbarkeit mit Sitz in Darmstadt in der Provinz Starkenburg des Großherzogtums Hessen.

## Bezeichnung
Die Gerichte erster Instanz in den Provinzen Starkenburg und Oberhessen des Großherzogtums Hessen trugen von 1821 bis 1879 üblicherweise die Bezeichnung „Landgericht“, die für die Städte Darmstadt und Gießen zuständigen dagegen die Bezeichnung „Stadtgericht“ – ohne dass dies eine Auswirkung auf ihre sachliche oder instanzielle Zuständigkeit hatte.

## Gründung
Ab 1821 trennte das Großherzogtum Hessen auch auf der unteren Ebene die Rechtsprechung von der Verwaltung. 
 Im Bereich der Stadt Darmstadt, die zuvor zum Amt Darmstadt zählte, wurden die Aufgaben der Verwaltung dem Landratsbezirk Darmstadt übertragen, die Aufgaben der Rechtsprechung dem Stadtgericht Darmstadt. Dem Landgericht Darmstadt übergeordnet war das Hofgericht Darmstadt und diesem wiederum das Oberappellationsgericht Darmstadt. 

## Bezirk
Der Bezirk des Stadtgerichts Darmstadt umfasste:
| Gemeinde     | Herkunft      | Zugang | Abgang | Nach                    |
| ------------ | ------------- | ------ | ------ | ----------------------- |
| Bessungen    | Amt Darmstadt | 1821   | 1879   | Amtsgericht Darmstadt I |
| Darmstadt    | Amt Darmstadt | 1821   | 1879   | Amtsgericht Darmstadt I |
| Einsiedel    | Amt Darmstadt | 1821   | 1879   | Amtsgericht Darmstadt I |
| Hof Gehaborn | Amt Darmstadt | 1821   |        | [ Anm. 1 ]              |
| Karlshof     | Amt Darmstadt | 1821   | 1879   | Amtsgericht Darmstadt I |
| Kranichstein | Amt Darmstadt | 1821   | 1879   | Amtsgericht Darmstadt I |
| Scheftum     | Amt Darmstadt | 1821   | 1879   | Amtsgericht Darmstadt I |

## Weitere Entwicklung
Bei der umfangreichen Neugliederung der Gerichtsbezirke in Starkenburg und Oberhessen 1853 blieb der Zuständigkeitsbereich des Stadtgerichts Darmstadt unberührt. Bei dieser Gelegenheit wurde nun auch ein Landgericht Darmstadt gegründet, in dessen Zuständigkeit Gemeinden aus dem Umland von Darmstadt fielen.

## Ende
Mit dem Gerichtsverfassungsgesetz von 1877 wurden Organisation und Bezeichnungen der Gerichte reichsweit vereinheitlicht. Zum 1. Oktober 1879 hob das Großherzogtum Hessen deshalb die Land- und Stadtgerichte auf. Funktional ersetzt wurden sie durch Amtsgerichte. So ersetzte nun das Amtsgericht Darmstadt das Landgericht Darmstadt. „Landgerichte“ nannten sich nun die den Amtsgerichten direkt übergeordneten Obergerichte. Das Amtsgericht Darmstadt wurde dem Bezirk des Landgerichts Darmstadt zugeordnet.